# Alpenklassieker 2001
De Alpenklassieker (Frans: Classique des Alpes 2001) was een jaarlijkse eendagswielerwedstrijd waarvan de 11e editie plaatsvond op zaterdag 9 juni 2001. De laatste Alpenklassieker was in 2004. Slechts 51 renners bereikten de eindstreep in Chambéry, met Sylvain Chavanel (Frankrijk) als laatste op bijna 31 minuten van de winnaar.
De juniorenwedstrijd ging over 118 kilometer en werd gewonnen door de Nederlander Marc de Maar in 3 uur, 22 minuten en 52 seconden, vóór Niels Scheuneman (Nederland) en Mathieu Perget (Frankrijk).

## Uitslag
| rang | renner          | land             |
| ---- | --------------- | ---------------- |
| 1    | Iban Mayo       | Spanje           |
| 2    | Lance Armstrong | Verenigde Staten |
| 3    | Pavel Tonkov    | Rusland          |
| 4    | Félix Cárdenas  | Colombia         |
| 5    | Benoît Salmon   | Frankrijk        |
| 6    | Unai Etxebarria | Venezuela        |
| 7    | Beat Zberg      | Zwitserland      |
| 8    | Andrei Kivilev  | Kazachstan       |
| 9    | Santiago Botero | Colombia         |
| 10   | Frederic Bessy  | Frankrijk        |

1991 · 1992 · 1993 · 1994 · 1995 · 1996 · 1997 · 1998 · 1999 · 2000 · 2001 · 2002 · 2003 · 2004